# Kasm
Kasm je stará jednotka hmotnosti používaná v Etiopii.
Velikost 1 kasm činila přibližně 3,9 g, případně také kolem 8,6 g.